# La Morita, Querétaro Arteaga
La Morita är en ort i Mexiko.   Den ligger i kommunen Pinal de Amoles och delstaten Querétaro Arteaga, i den centrala delen av landet, 210 km norr om huvudstaden Mexico City. La Morita ligger 1 367 meter över havet och antalet invånare är 174.
Terrängen runt La Morita är bergig västerut, men österut är den kuperad. Runt La Morita är det glesbefolkat, med 17 invånare per kvadratkilometer. Närmaste större samhälle är Jalpan, 15,8 km öster om La Morita. I omgivningarna runt La Morita växer huvudsakligen savannskog.